# Cementerio de Arenys de Mar
El cementerio de Arenys de Mar, también conocido como cementerio de Sinera, es el cementerio municipal de Arenys de Mar. Se encuentra frente al mar, en lo alto del Cerro de la Piedad, a poniente de la población. Es un ejemplo característico de los cementerios marinos mediterráneos. Fue glosado por el poeta Salvador Espriu (que lo bautizó como Cementerio de Sinera, invirtiendo las letras del nombre de la villa).
Constituye un conjunto de arte funerario de gran interés artístico, con sepulcros y panteones de época modernista proyectados y esculpidos durante las dos primeras décadas del siglo XX. Se encuentran panteones de estilos diversos y modernistas, como el panteón de Iu Bosch, del arquitecto Enric Sagnier y obras escultóricas de notable belleza, de artistas modernistas de renombre como Josep Llimona y Venancio Vallmitjana.
En el cementerio se encuentran enterrados Salvador Espriu, y los escritores arenyecs Fèlix Cucurull y Lluís Ferran de Pol.

## Descripción
El cementerio de Arenys de Mar es el resultado de tres fases constructivas sucesivas, desde mediados del siglo XIX hasta la segunda década del siglo XX, que han conformado tres sectores con carácter y composición diferentes pero que mantienen un equilibrio armónico y ambiental que constituye uno de los valores más relevantes de este cementerio.
El sector norte está conformado por un bloque de nichos adosados a las vallas del cementerio. Los espacios restantes están ocupados por viales y para sepulturas.
En el sector central está ubicada la capilla y la mayor parte de las sepulturas con los elementos escultóricos más relevantes, con una composición simétrica en la que el pasillo central y la capilla se sitúan en el eje del acceso principal.
El sector sur está configurado por tramos de nichos adosados a las paredes laterales de las fachadas este y oeste. En la fachada principal, donde está situado el acceso, se encuentran adosadas las dependencias anexas y de servicios del cementerio. El espacio central está ajardinado sobriamente con cipreses y una composición simétrica de viales.
Destaca la riqueza ornamental de las esculturas, tumbas y sepulturas en contraste con la austeridad cromática en la que predomina el color verde de los cipreses con el blanco de los muros y piezas de mármol y los colores claros de las piedras ornamentales. Y, sobre todo, la memoria del poeta Salvador Espriu, que mitificó este lugar en su obra Cementerio de Sinera, y que quiso ser enterrado.

## Galería de imágenes

Cementerio de Arenys de Mar
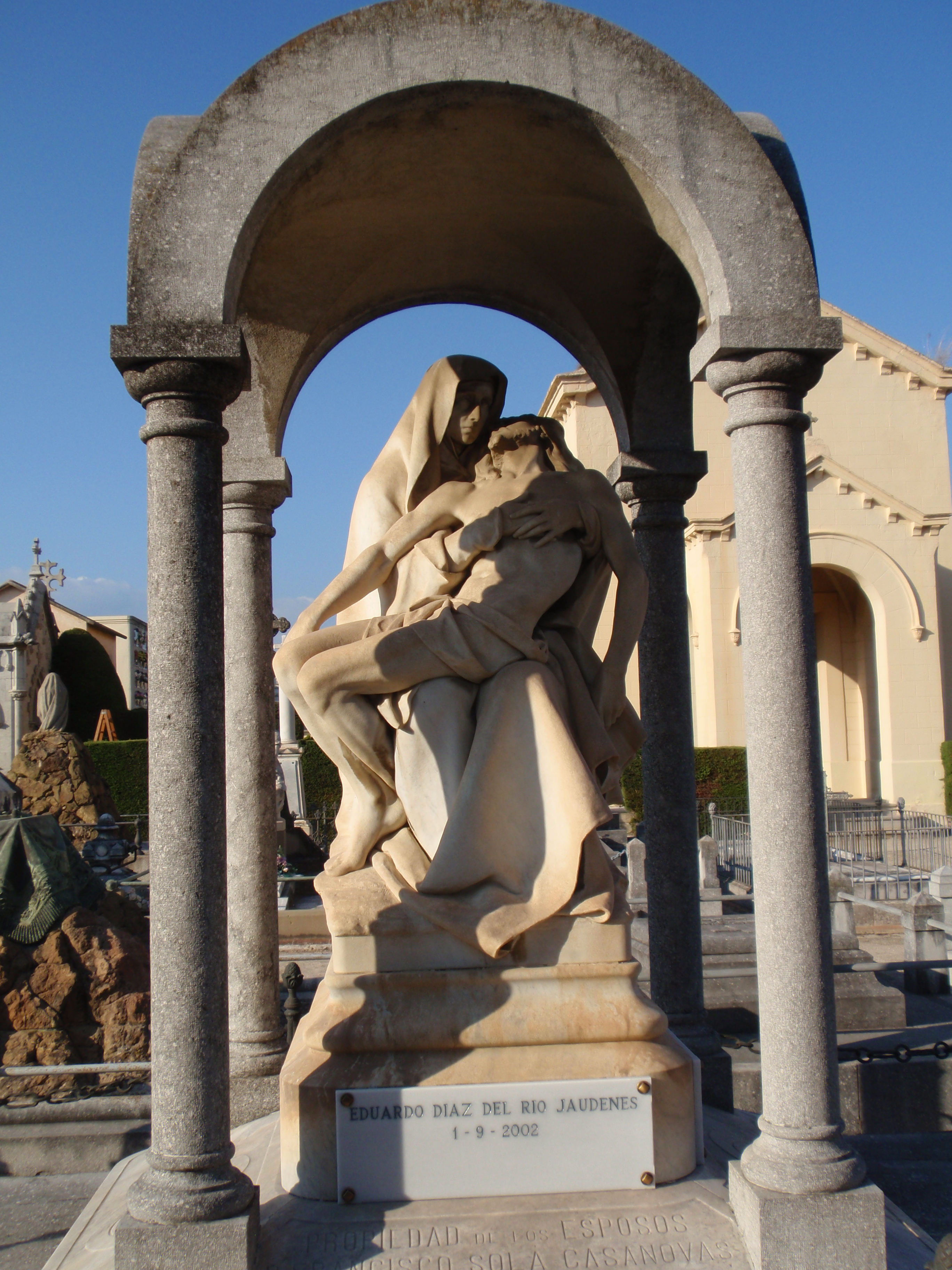
Sepulcro de la familia Solà-Vinardell.
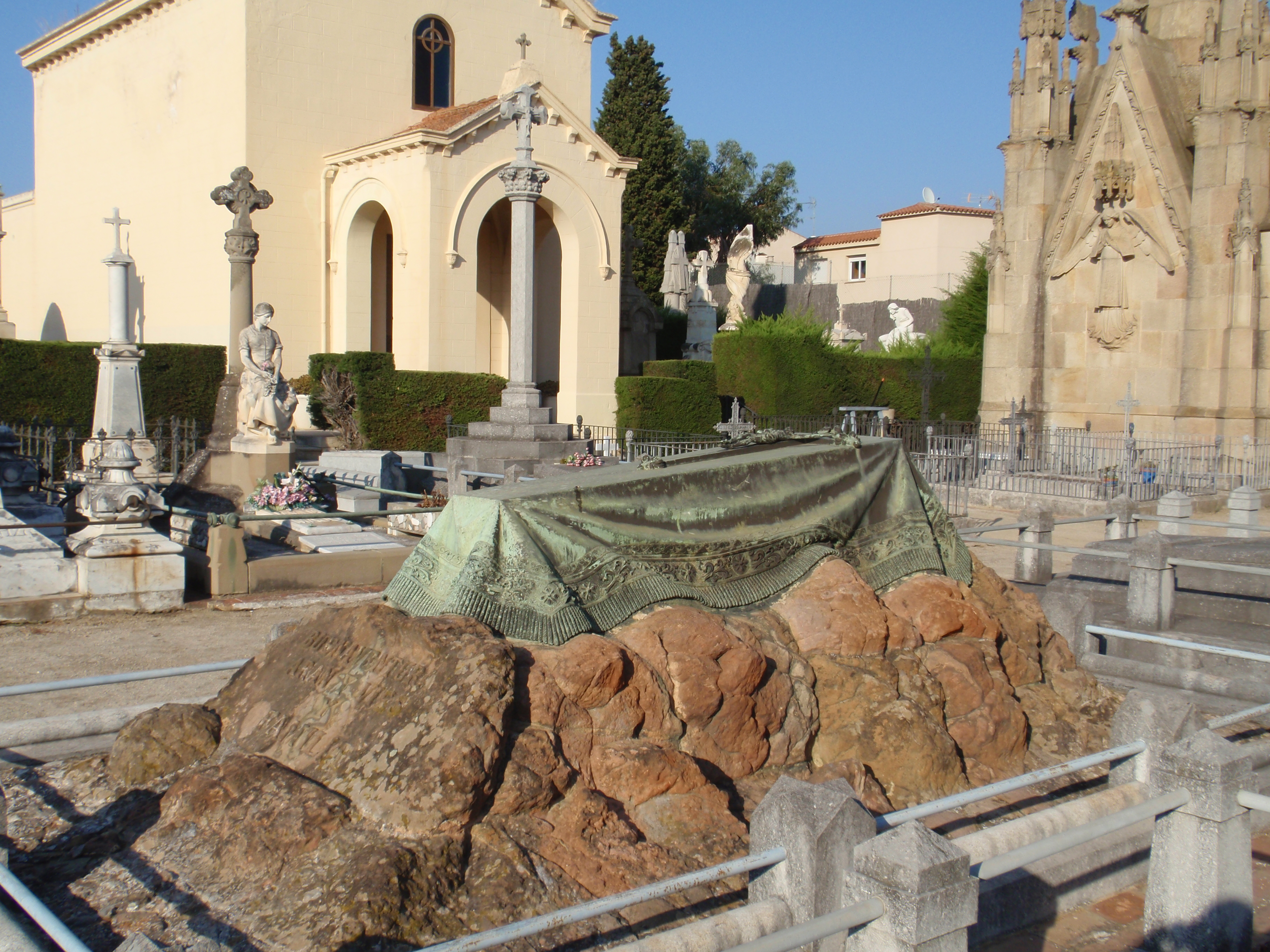
Sepulcro de Buenaventura Arán y Vías.
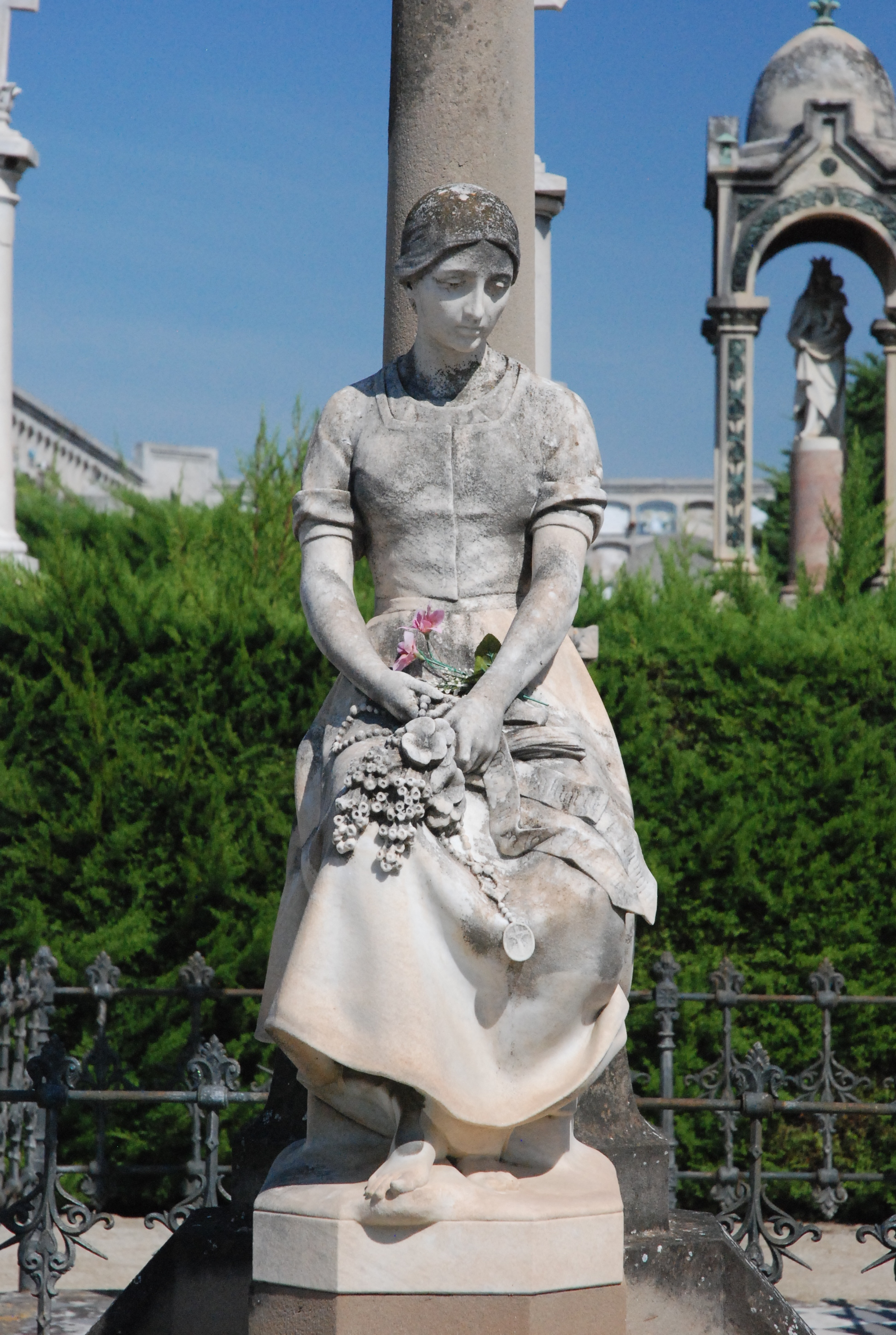
Sepulcro de la familia Majó.
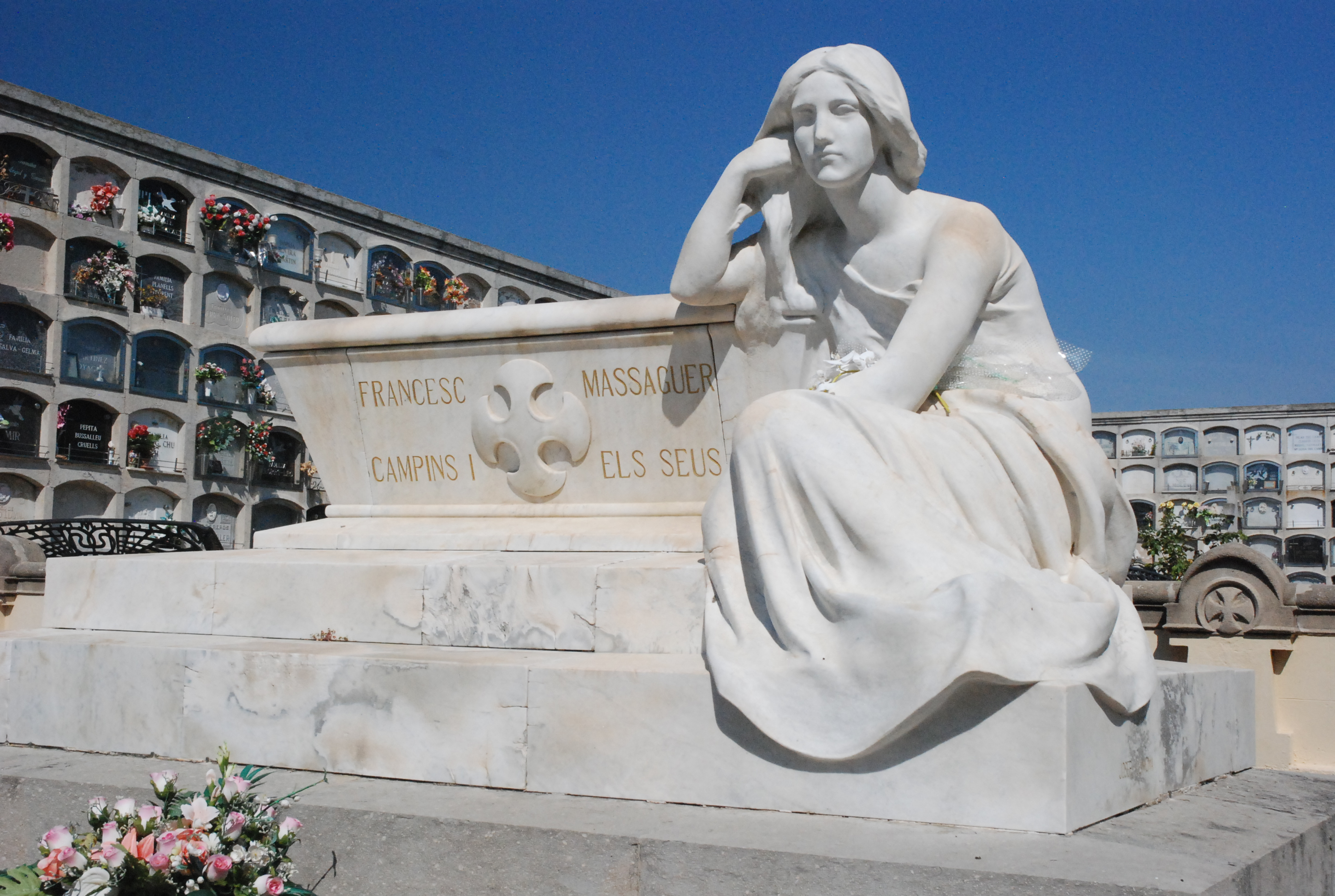
Sepulcro de Francesc Massaguer y Campins.